# Энжерсем
Энжерсе́м (фр. Ingersheim), также Ингерсгейм, — коммуна на северо-востоке Франции в регионе Гранд-Эст (бывший Эльзас — Шампань — Арденны — Лотарингия), департамент Верхний Рейн, округ Кольмар — Рибовилле, кантон Кольмар-1. До марта 2015 года коммуна административно входила в состав упразднённого кантона Кайзерсберг (округ Рибовилле).
Площадь коммуны — 7,44 км², население — 4531 человек (2006) с тенденцией к росту: 4621 человек (2012), плотность населения — 621,1 чел/км².

## Население
Численность населения коммуны в 2011 году составляла 4658 человек, а в 2012 году — 4621 человек.
| 1962 | 1968 | 1975 | 1982 | 1990 | 1999 | 2006 | 2007 | 2011 | 2012 |
| ---- | ---- | ---- | ---- | ---- | ---- | ---- | ---- | ---- | ---- |
| 3006 | 3636 | 4466 | 4271 | 4063 | 4170 | 4531 | 4583 | 4658 | 4621 |

Динамика населения:

## Экономика
В 2010 году из 2988 человек трудоспособного возраста (от 15 до 64 лет) 2285 были экономически активными, 703 — неактивными (показатель активности 76,5 %, в 1999 году — 74,0 %). Из 2285 активных трудоспособных жителей работали 2013 человек (1049 мужчин и 964 женщины), 272 числились безработными (144 мужчины и 128 женщин). Среди 703 трудоспособных неактивных граждан 188 были учениками либо студентами, 274 — пенсионерами, а ещё 241 — были неактивны в силу других причин.
На протяжении 2011 года в коммуне числилось 2004 облагаемых налогом домохозяйства, в которых проживало 4534,5 человека. При этом медиана доходов составила 20827 евро на одного налогоплательщика.

## Достопримечательности (фотогалерея)
- Отель